# 顾而丹
顾而丹 (1956年6月—)，浙江上虞人，武汉理工大学教授。从事磁性薄膜外延生长等方面的研究工作。入选中华人民共和国教育部第五批"长江学者"特聘教授，曾就读于中国科技大学、阿伯丁大学。